# Kenny Roberts (hudebník)
Kenny Roberts (14. října 1927, Lenoir City, Tennessee, USA – 29. dubna 2012, Athol, Massachusetts, USA) byl americký country zpěvák. Spolu s Billem Haleyem byl členem skupiny The Down Homers. Největší úspěch zaznamenal s písní „I Never See Maggie Alone“ z roku 1949.